# Comté de Grady (Oklahoma)
Pour les articles homonymes, voir Comté de Grady.
Le comté de Grady est un comté situé dans l'État de l'Oklahoma aux États-Unis. Le siège du comté est Chickasha. Selon le recensement de 2000, sa population est de 45 516 habitants et en 2006 elle est estimée à 50 490 habitants.

## Comtés adjacents
- Comté de Canadian (nord)
- Comté de McClain (est)
- Comté de Garvin (sud-est)
- Comté de Stephens (sud)
- Comté de Comanche (sud-ouest)
- Comté de Caddo (ouest)

## Principales villes
- Alex
- Amber
- Bradley
- Chickasha
- Minco
- Ninnekah
- Norge
- Pocasset
- Rush Springs
- Tuttle
- Verden